# Ministeri de Transport i Comunicacions de Lituània

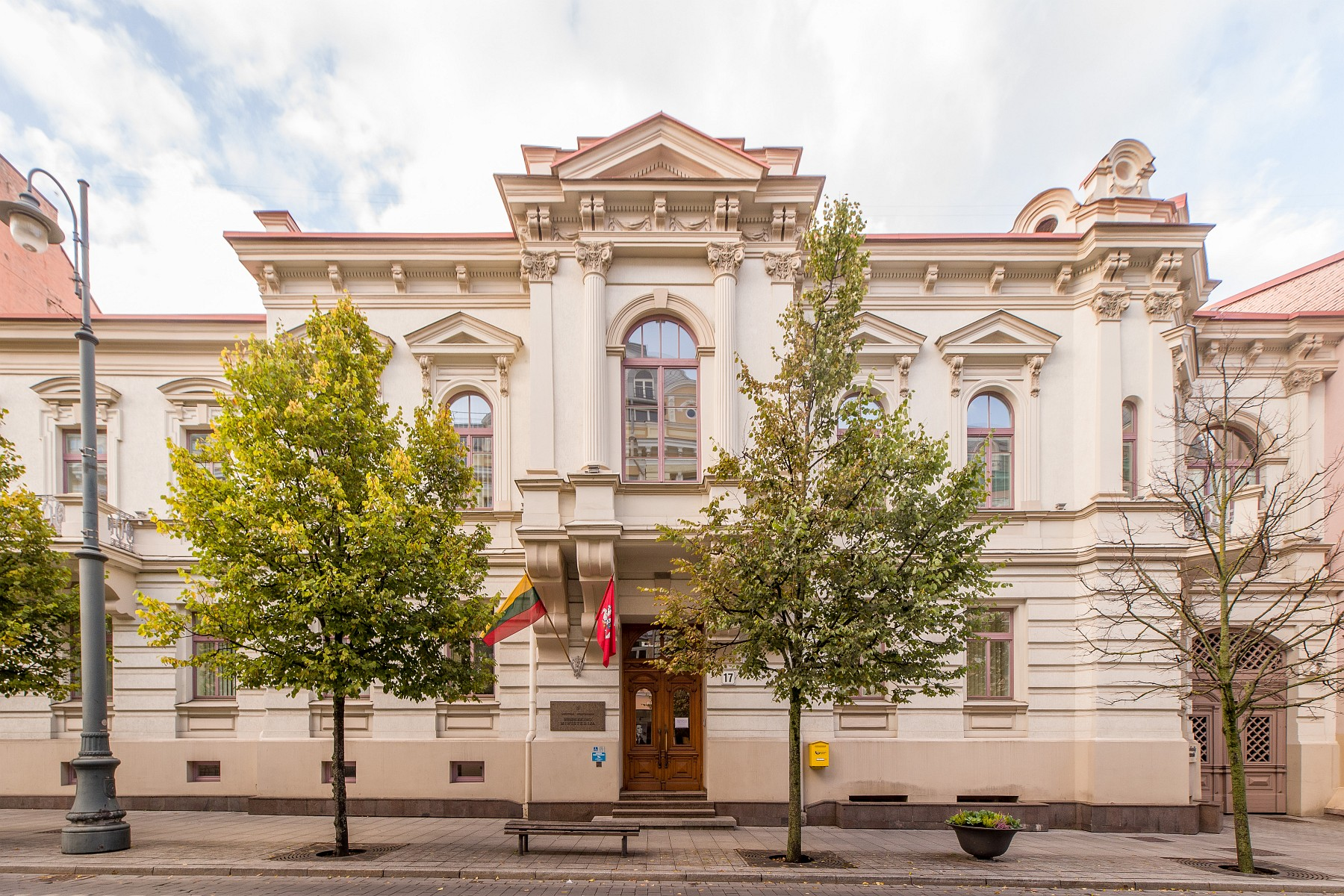
Edifici del Ministeri de Transport i Comunicacions de Lituània.

El  Ministeri de Transport i Comunicacions de Lituània (en lituà: Lietuvos Respublikos susisiekimo ministerija) és un dels catorze ministeris del Govern de Lituània. Té la seu a la capital Vílnius. És la principal institució a Lituània, que coordina el transport per carretera, ferrocarril, aire i aigua, sector de les comunicacions postals i electròniques i posa en pràctica l'estratègia i la política del govern de l'estat. El Ministeri de Transports i Comunicacions és una institució pressupostària finançada a càrrec del pressupost de l'Estat de la República de Lituània. L'actual ministre responsable des del 13 de desembre de 2012 és Rimantas Sinkevičius del Partit del Treball.

## Història
Quan Lituània va recuperar la seva independència el nou Govern es va formar el 22 de març de 1990, i el Ministeri de Transports i Comunicacions es va restablir a la mateixa data. Des dels primers dies de les seves activitats les tasques més importants del Ministeri inclouen fer-se càrrec del sector del transport a la subordinació dels ministeris de tota la Unió, la creació de la nova estratègia de transport i el seu sistema legal, juntament amb la integració del sector del transport de Lituània en el transport de la xarxa europea.

## Funció i responsabilitats
El Ministeri pretén: 

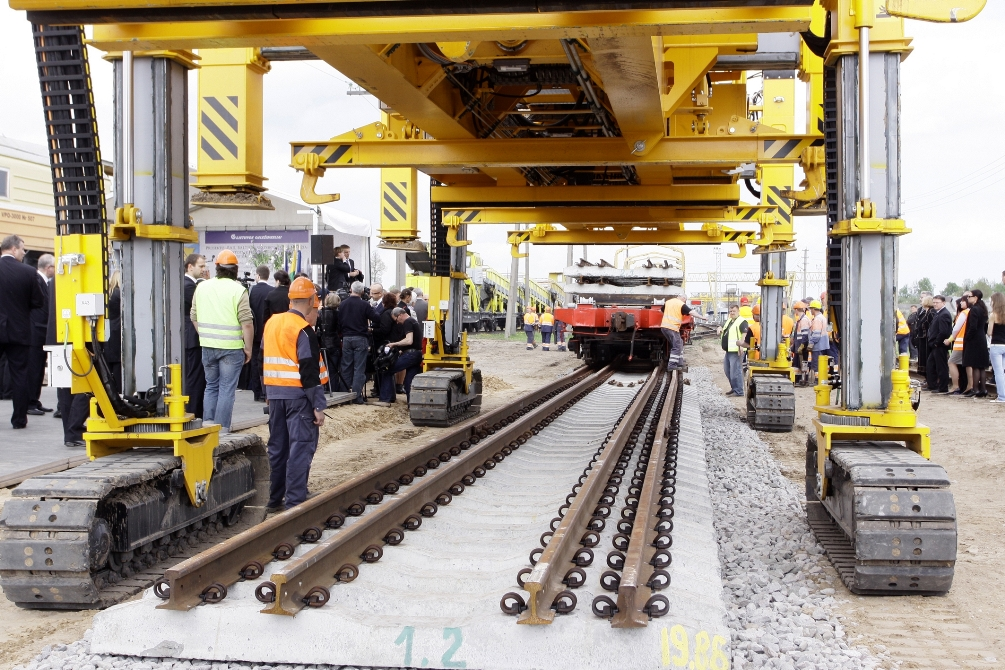
Col·locació del primer Rail Bàltic ferroviari al maig de 2010

- complir amb els requisits de la legislació de la Unió Europea en els àmbits dels transports, correus i comunicacions electròniques;
- modernitzar la infraestructura de transport;
- integrar les principals carreteres del país a les xarxes transeuropees;
- permetre el desenvolupament dels negocis de transport i la competència transparent;
- millorar el transport i la qualitat del servei de comunicació;
- promoure el transport multimodal, centres logístics, lloc públic;
- coordinar les activitats en els sectors de transport, correus i comunicacions electròniques;
- participar en el desenvolupament de la política de seguretat del tràfic a tots els mitjans de transport;
- participar en el desenvolupament de la política sobre la reducció dels impactes ambientals negatius a les àrees de transport.

## Llista de ministres
| Fotografia           | Període                 | Nom                         |
| -------------------- | ----------------------- | --------------------------- |
| Jonas Biržiškis      | 29-03-1990 – 12-12-1996 | Jonas Biržiškis             |
|                      | 10-12-1996 – 25-11-1998 | Algis Žvaliauskas           |
|                      | 6-01-1999 – 9-11-2000   | Rimantas Didžiokas          |
|                      | 9-11-2000 – 24-02-2001  | Gintaras Striaukas          |
|                      | 24-02-2001 – 12-07-2001 | Dailis Alfonsas Barakauskas |
| Zigmantas Balčytis   | 5-07-2001 – 14-05-2005  | Zigmantas Balčytis          |
| Petras Čėsna         | 10-06-2005 – 18-07-2006 | Petras Čėsna                |
| Algirdas Butkevičius | 19-07-2006 – 8-12-2008  | Algirdas Butkevičius        |
| Eligijus Masiulis    | 9-12-2008 – 13-12-2012  | Eligijus Masiulis           |
|                      | 13-12-2012 –            | Rimantas Sinkevičius        |